# 卡斯鎮區 (克萊頓縣)
卡斯鎮區（Cass Township），美国艾奥瓦州克莱顿县的一个鎮區，总面积95.09平方公里，总人 口1835（2000美国人口普查）。